# Stein Kuhnle
Stein Kuhnle (* 22. November 1947 in Bergen) ist ein norwegischer Politikwissenschaftler.

## Leben
Stein Kuhnle wurde in Bergen als Sohn von Jacob R. Kuhnle geboren. Er war ab 1982 Professor für vergleichende Politikwissenschaft an der Universität Bergen. Im Jahr 1995 war er Mitherausgeber eines Buches über die Theorien des Politikwissenschaftlers Stein Rokkan.
Kuhnle ist Mitglied der Norwegischen Akademie der Wissenschaften. 2012 wurde er zum ordentlichen Mitglied der Academia Europaea gewählt.